# اوبورکی (استان اوپوله)
اوبورکی (به لهستانی: Obórki) یک منطقهٔ مسکونی در لهستان است که در گمینا اولشانکا (استان اوپوله) واقع شده‌است. اوبورکی ۳۲۰ نفر جمعیت دارد.